# Гюттенгер, Ульрик
Ульри́к Гюттенге́р (фр. Ulric Guttinguer; 31 января 1787 года, Руан — 21 сентября 1866 года) — французский поэт и писатель; «умеренный» романтик из круга французских романтиков «Сенакль» начала 20-х гг. XIX века; друг Гюго, Сент-Бёва и Мюссе.
Квартира Нодье сделалась местом первого объединения французских романтиков («Сенакль»), где преобладали представители дворянской литературы 20-х гг.
Гюттергер был редактором их издания «La muse française» («Французская муза», 1823—24) и президентом Академии Руана, где неустанно причащал соотечественников к романтизму.

## Творчество
- «Goffin, ou les Mineurs sauvés» (1812)
- «Nadir, lettres orientales» (1822) — ряд критических писем с блестящими психологическими анализами,
- «Mélanges poétiques» (1822),
- «Dithyrambe sur la mort de Lord Byron» (1824),
- «Le bal, poème moderne, suivi de poésies» (1824),
- «Mélanges poétiques» (1824)
- «Amour et opinion, histoire contemporaine» (1827)
- «Charles VII à Jumiéges»,
- «Edith ou le champ d’Hastings, poèmes suivis de poésies», (1827)
- «Recueil d'élégies»,
- «Arthur, Religion et Solitude» (1836; «Я небрежно завершил воспитание, слишком небрежное», ч. I, гл. 3).
- «Fables et méditations» (1837),
- «Les deux âges du poète» и др.

## Комментарии
- В. В. Набоков отмечал в комментариях к Евгению Онегину, что текст Пушкина «Мы все учились понемногу, / Чему-нибудь и как-нибудь.» …причудливым образом похож на строки, которые он не мог в то время знать — из посредственного произведения Ульрика Гюттенгера «Артюр» (1836)[1]: «Я небрежно завершил воспитание, слишком небрежное» (ч. I, гл. 3). Артюр, по совпадению, один из кузенов Онегина, подобно Чаадаеву, нашедший лекарство от сплина в римско-католической вере.